# Valborg Månsdotter Frisk
Valborg Månsdotter Frisk, née en 1720, décédée en 1806, est une artiste suédoise.

## Biographie
Elle est célèbre en Suède principalement pour ses courtepointes, et fait partie des rares artistes textiles suédois issus du peuple de son époque qui sont devenus historiquement célèbres. Elle est l'aïeule de la famille Frisendahl, dont font partie Carl, Halvar, Fredrik et Cecilia.

## Caractère et légendes
Valborg Månsdotter Frisk est souvent vue comme indépendante et originale par ses contemporains, même lorsqu'elle est encore enfant. Elle a le courage de rendre visite seule à un ermite nommé « Le Moine » qui réside sur une île du lac Ragunda. Selon la coutume, il lui aurait enseigné les sons des animaux et des oiseaux, ainsi que la méthode de la forge. Qu'elle soit vraie ou non, cela en dit long sur la manière dont elle a été perçue. Hildegard Löfbladh, une photographe, historienne locale et auteure de Hammarstrand, a été très attirée par sa biographie. La société de Hildegard a également fait une représentation théâtrale sur la vie de Valborg.

## Vie personnelle et carrière
Elle est la fille du shérif de Ragunda, Magnus Håkansson Frisk, et de Kerstin Esbjörnsdotter. Pendant son enfance, elle s'échappe à Sundsvall, puis se rend en Flandre pour étudier l'art du tissage et de la teinture, avant de rentrer en Suède. Elle épouse l'aubergiste Erik Nilsson Höök à Krångede. Elle apporte son soutien aux finances souvent fragiles de l'auberge en fabriquant des courtepointes qu'elle vend, entre autres, à la bourgeoisie de Sundsvall. Sa production textile repose sur l'élevage de moutons, ce qui lui permet d'obtenir des matières premières.